# كيليغ كوران
كيليغ كوران (بالإنجليزية: Kyliegh Curran)‏ (مواليد 10 ديسمبر 2005) هي ممثلة أمريكية شاركت في فيلم دكتور سليب ومسرحية الأسد الملك.

## روابط خارجية
- كيليغ كوران على موقع IMDb (الإنجليزية)
- كيليغ كوران على موقع روتن توميتوز (الإنجليزية)
- كيليغ كوران على موقع ألو سيني (الفرنسية)
- كيليغ كوران على موقع قاعدة بيانات الفيلم (الإنجليزية)